# Nicolae Ionescu-Pallas
Nicolae Ionescu-Pallas (n. 30 iulie 1932, Cobadin, Constanța, România – d. 7 ianuarie 2017, București, România) a fost un fizician român. Nicolae Ionescu-Pallas a fost doctor în fizică și matematică, cercetător principal la Institutul de Fizică Atomică din București, polivalent ca preocupări, istoric și filozof al științei, poet și istoric al muzicii liturgice, membru de onoare al Academiei Române din anul 2000.

## Biografie
Nicolae Ionescu-Pallas s-a născut la 30 iulie 1932 în familia lui Ion Ionescu și a Mariei Dincă din comuna Pallas din Dobrogea. Având aptitudini bune pentru matematici a studiat la Facultatea de Fizică și Matematică a Universității din București în anii 1951-1955, pe care a absolvit-o cu succes, fiind repartizat ulterior în laboratorul de spectroscopie al Institutului de Fizică al Academiei Române. În anul 1957, după schimbarea denumirii Institutului, Ionescu a fost angajat ca tânăr teoretician în laboratorul de metode optice în fizica nucleară, condus de profesorul Ion I. Agârbiceanu. În luna decembrie 1959 Ionescu-Pallas s-a căsătorit cu Constanța Potoceanu, fizician la același institut. Are un fiu. A fost membru al PCR, dar în anii 80 a predat carnetul de partid, ceea ce l-a împiedicat să continue cariera academică și didactica.

## Creația științifică
Destul de curând laboratorul lui Agârbiceanu a obținut rezultate notabile, care au fost citate de profesorii A. Kastler și P. Jacquinet de la Școala Normală Superioară din Paris, căreia Ionescu-Pallas i-a dat interpretare teoretică, care a condus la construirea primului laser He-Ne în România, la numai un an după realizarea americană și la câțiva ani după cea a sovieticilor. Dezvoltarea noilor generații de laseri a necesitat de la Ionescu-Pallas calcule ale inversiei nivelelor atomice cu 2 nivele excitate cu durată finită de viață. 
Ionel Valentin Vlad își amintește despre acești ani ca despre unii dintre cei mai fructuoși, care au condus la elaborarea primului laser solid românesc sub conducerea lui Agârbiceanu și cu colaborarea tânărului cercetător George Nemeș. Ionescu-Pallas a fost partenerul de discuții și consultații competente ale tinerilor experimentatori Vlad și Nemeș.
În anul 1969 Ionescu-Pallas publică un curs de mecanică teoretică, adaptat pentru fizicienii teoreticieni.
Ionescu-Pallas a obținut gradul de doctor în fizică în anul 1971 cu teza "Deplasări izotopice în spectrele atomice". În anii 1970-1974 a condus Laboratorul de lasere gazoase și holografie de la Institutul Central de Fizică, care era același Institut cu o nouă denumire și cu orientare strict experimentală. În acest timp Ionescu-Pallas a inițiat un curs de fizică a laserilor în 5 volume (publicație internă), și care i-a inițiat pe mulți dintre cercetătorii tineri  În același timp se efectuau cercetări ale parametrilor critici pentru fuziunea cu un laser de putere mare. A fost preocupat de asemenea de problema conservării energiei în cadrul relativității generale Einsteiniene și a teoriilor alternative.
În aceiași ani Ionescu-Pallas a fost preocupat de mecanica evolutivă, relativitate generală și cosmologie, fiind îndeosebi interesat de ecuațiile Einstein cu constantă cosmologică nenulă. În acest domeniu a colaborat cu profesorii Liviu Sofonea și Ioan Gottlieb. A publicat o monografie de referință în literatura românească de specialitate "Relativitate generală și cosmologie", București,  1980), care conține cele mai variate aspecte ale acestei teorii, inclusiv găurile negre și cosmologia. În aceeași carte se poate găsi o analiză amplă a teoriilor alternative celei Einsteiniene și critica acestor teorii. A arătat, de exemplu, că teoria lui Onicescu rezultă dintr-un caz particular al funcției Lagrange pentru două corpuri.
În anii 1985 și 1988 a publicat în două ediții un curs de mecanică cuantică pentru fizicienii de la Măgurele.
După accidentuul de la Cernobîl a calculat în colaborare cu prof. Mircea Oncescu impactul acestuia asupra corpului uman, în special în România, și a publicat un raport de circulație internă.
O altă preocupare importantă a d-lui Dr. Ionescu-Pallas a fost tratarea unor probleme inverse ale opticii coerente: holografiа, interferometriа, focalizarea, metoda Schlieren, care au condus la elaborarea unor noi algoritmi de procesare a imaginilor, instrumente moderne optice. El a predat un curs de аnaliză numerică a datelor fizice.Inca din 1990 el s- a adresat, împreună cu Florian Bociort, Valentin Vlad și Ileana Apostol unor aspecte matematice ale fibrelor optice neomogene, in care survin dificultăți la focalizarea fascicolului luminos, transmis prin fibra.Acestea au aplicat atât metode numerice pentru prelucrarea masuratorilor , analitico- matematice, cât și experimentale pentru a aduce precizări la teoria generala a fibrelor optice. 
In anul 1986 Ionescu- Pallas și profesorul Ioan Gottlieb au conceput o lucrare foarte importanta atât pentru relativitatea generală, cât și pentru combaterea așa numitei teoriei relativiste a gravitației, care a fost formulată ad- hoc de către academicianul sovietic Anatolie Logunov in anii 70 împreună cu coautori și promovată pe diferite căi ( conferințe, reviste, promovări în post) până la sfârșitul anilor 90, ba chiar și mai tarziu,care, de fapt reprezenta o reformulare a teoriei bimetrice a gravitației , formulată de Nathan Rosen la sfârșitul anilor 30, inclusiv 1940. In lucrările Ionescu - Pallas și Ioan Gottlieb au arătat, că nu există contradicții in calculul energiei în cadrul Teoriei Relativitatii generale,daca se folosește pseudotenzorul energie-impuls al lui Landau și Lifshits, care era una dintre țintele de atac a academicianului Logunov.
În anul 1991 Ionescu-Pallas s-a retras din activitatea cotidiană la Institutul de Fizică Atomică, dedicându-se exclusiv gravitației și cosmologiei. In anii 1993 și, respectiv, 1998, a estimat în colaborare cu fizicianul basarabean Alex Găina, shiftul energiei unui electron ( structura fina și hiperfină) aflat in câmp gravitațional Schwarzschild al unei găuri negre datorat efectelor relativiste, interacțiunii gravitaționale spin- orbita, și interacțiunii de contact și a arătat metoda de calcul a Hamiltonianului pentru un electron aflat sub acțiunea concomitentă a câmpului gravitațional și Coulombian al unei găuri negre de tip Reissner - Nordstrom. 
După anul 1998 Ionescu- Pallas și profesorul Valentin Vlad s- au concentrat asupra cavităților cuantice cu radiație, care în regim "dublu cuantic" manifesta corectii la legea Stefan - Boltzmann. Radiația cavității dublu cuantice a fost investigata intr- o lucrare ulterioară . Ulterior aceștia doi au arătat , că radiația Planckiana a cavităților sferice și cubice cu invariant adiabatic redus (adică în limita când γ tinde la zero), γ=TV^1/3 manifesta devieri substantiale de la legea Stefan- Boltzmannsi manifesta dependenta de geometria cavitatii și temperatura.
În anul 2012 a intrat într-o boală grea, pierzîndu-și darul vorbirii. A decedat la București alături de soția Constanța și fiul Alexandru.

## Alte preocupări
Ionescu - Pallas a avut preocupări de istoria științei. Astfel, tratatul  are un capitol consacrat istoriei universale a gravitației și astronomiei. In anul 1998 a dat un compendiu biografic intitulat "Biografii ale fizicienilor romani".  In anul 2006, după împlinirea a 100 de ani de la fundarea teoriei relativității restrânse și 90 de ani de la formularea teoriei relativității generale a dat o biografie a marelui Albert Einstein in .
Printre alte preocupări ale lui Ionescu-Pallas se numără poezia, care include poeme de dragoste, introspecție psihologică, peisaj, tradiții populare. Este autorul unei antologii de poezie românească, precum și al unor traduceri din poezia străină. A fost un membru activ al societății literare "Relief românesc". În afara unor studii asupra marilor clasici ai antichității, a publicat o serie de biografii ale fizicienilor români. A contribuit de asemenea la interpretarea calendarului folosit în Dacia. A participat la elaborarea primelor două volume ale enciclopediei: Ioan Văduva-Popescu (coord. gen.) Enciclopedia marilor personalități din istoria, știința și cultura românească de-a lungul timpului.

## Publicații
Ionescu-Pallas a publicat peste 250 de contribuții în fizică și 3 monografii (în domenii precum mecanică clasică, gravitație și cosmologie, mecanică cuantică):
- Nicolae Ionescu-Pallas, Phys. Rev., vol. 117, p. 505, 1960
- Nicolae Ionescu-Pallas, Ann. Physik, vol. 8, p. 9, 1961 și vol. 10, p. 121, 1962
- I Agârbiceanu, A. Agafiței, L. Blănaru, N. Ionescu-Pallas, I.M. Popescu, V. Vasiliu și V.G. Velculescu. Proc 3rd Intl. Congress on Quantum Electronics, Paris, Feb, 11-15, 1963

precum și căteva volume de prelegeri pentru inginerii Institutului de fizică atomică și cadrele științifice inferioare de fizică cuantică și teoretică.

## Coautori și colaboratori
- Ion I. Agârbiceanu
- Ionel Valentin Vlad
- Ion M. Popescu
- Harry Hafner
- Ioan Gottlieb
- Liviu Sofonea
- Mihai Visinescu
- Alex Găină
- Marius Piso
- Silvia Onofrei

## Baze de date
- ADS NASA
- SPIRES[nefuncțională]
- AMS MRLookup Arhivat în 12 iunie 2010, la Wayback Machine.(author: Ionescu-Pallas, N.)
- Zentralblatt Math
- Biblioteca Congresului SUA
- Biblioteca Națională a României (Câmp căutare: autor: Ionescu-Pallas, Nicolae]

## Societăți științifice
- Membru al Comitetului academic  pentru filozofie și istorie a științei
- Membru al Societății Europene de fizică (1971)
- Membru al grupului European pentru spectroscopie atomică (1970)
- Membru al Institutului Ettore Majorana
- Membru al Societății Internaționale de gravitație și ralativitate generală (1978)
- Membru al Societății astronomice din India (1982)

## Activități obștești
- Membru al Consiliului științific al Institutului de Fizică Atomică
- Membru al Consiliului Național pentru Enciclopedia de Fizică (1983)

## Premii
- Premiul "Dragomir Hurmuzescu" al Academiei Române, 1966

## Decorații
- Medalia „Meritul Științific” (26 septembrie 1966) „pentru merite deosebite în activitatea științifică, cu prilejul Centenarului Academiei Republicii Socialiste România”[16]